# Aktualismus (Geologie)
Der Aktualismus (lat. actualis „wirklich“), auch Aktualitätsprinzip, Uniformitäts- oder Gleichförmigkeitsprinzip, englisch Uniformitarianism, ist die grundlegende wissenschaftliche Methode in der Geologie.

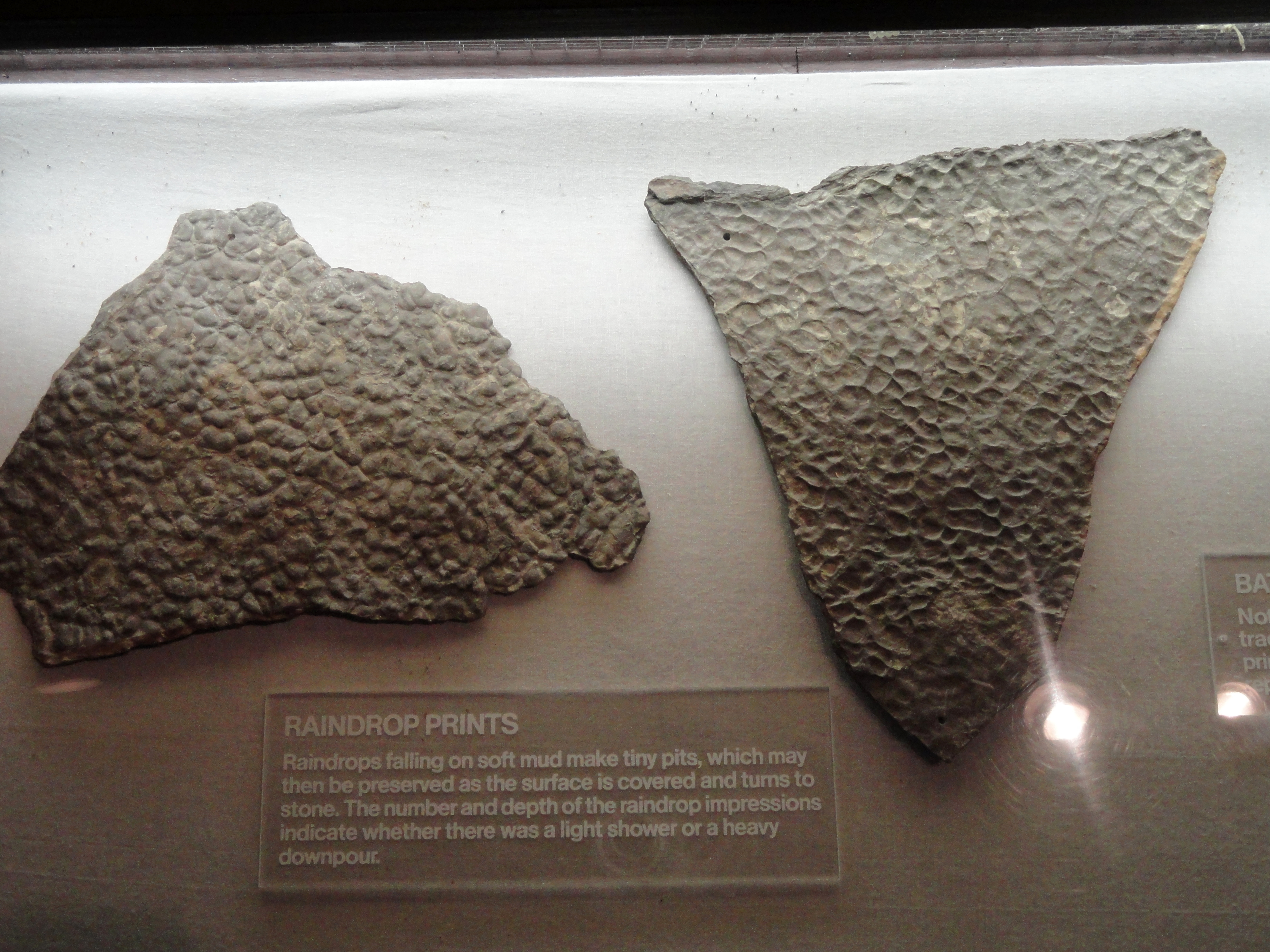
Fossile Regentropfentrichter

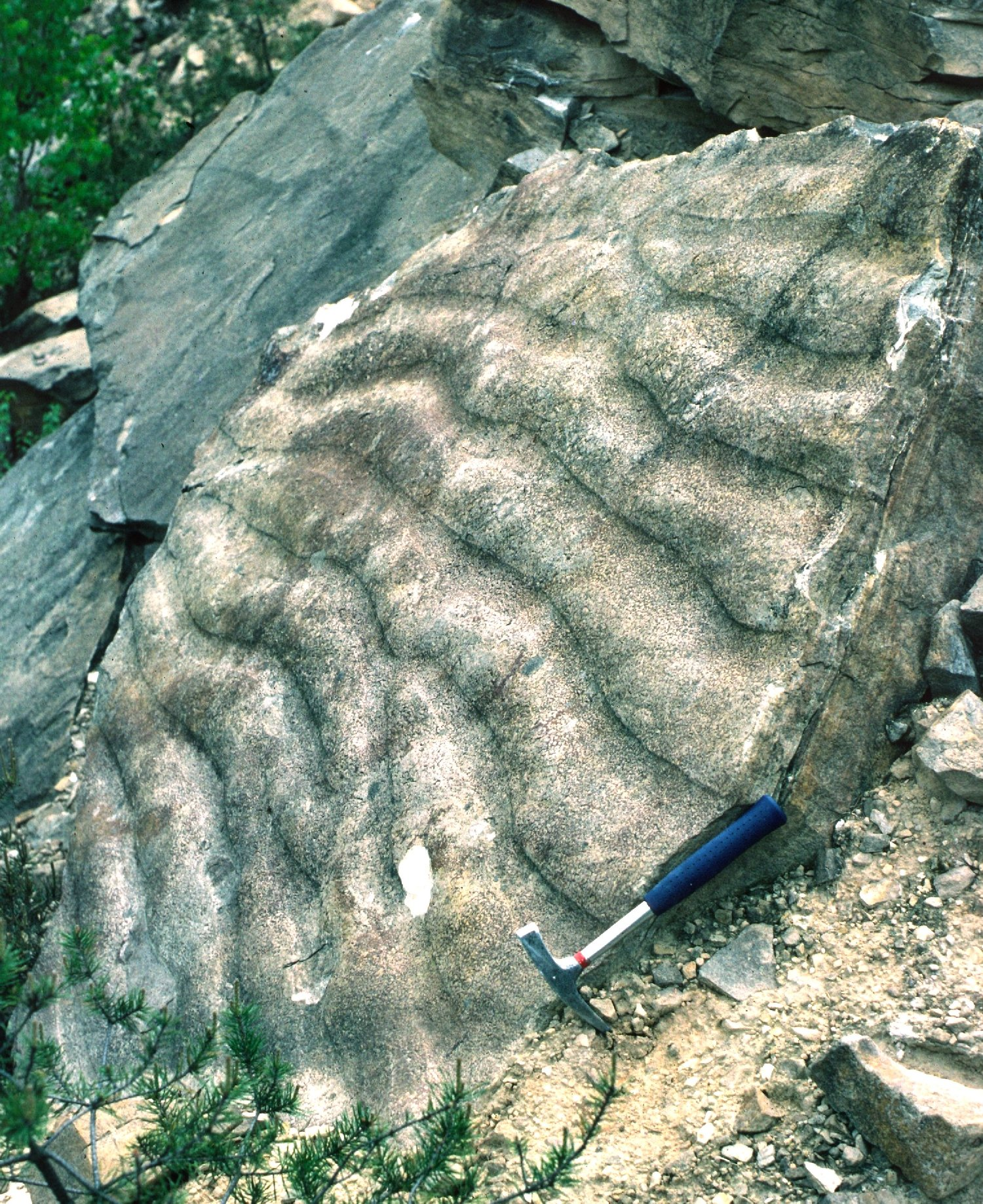
Fossile Rippelmarken auf einer Schichtfläche in den bayrischen Haßbergen

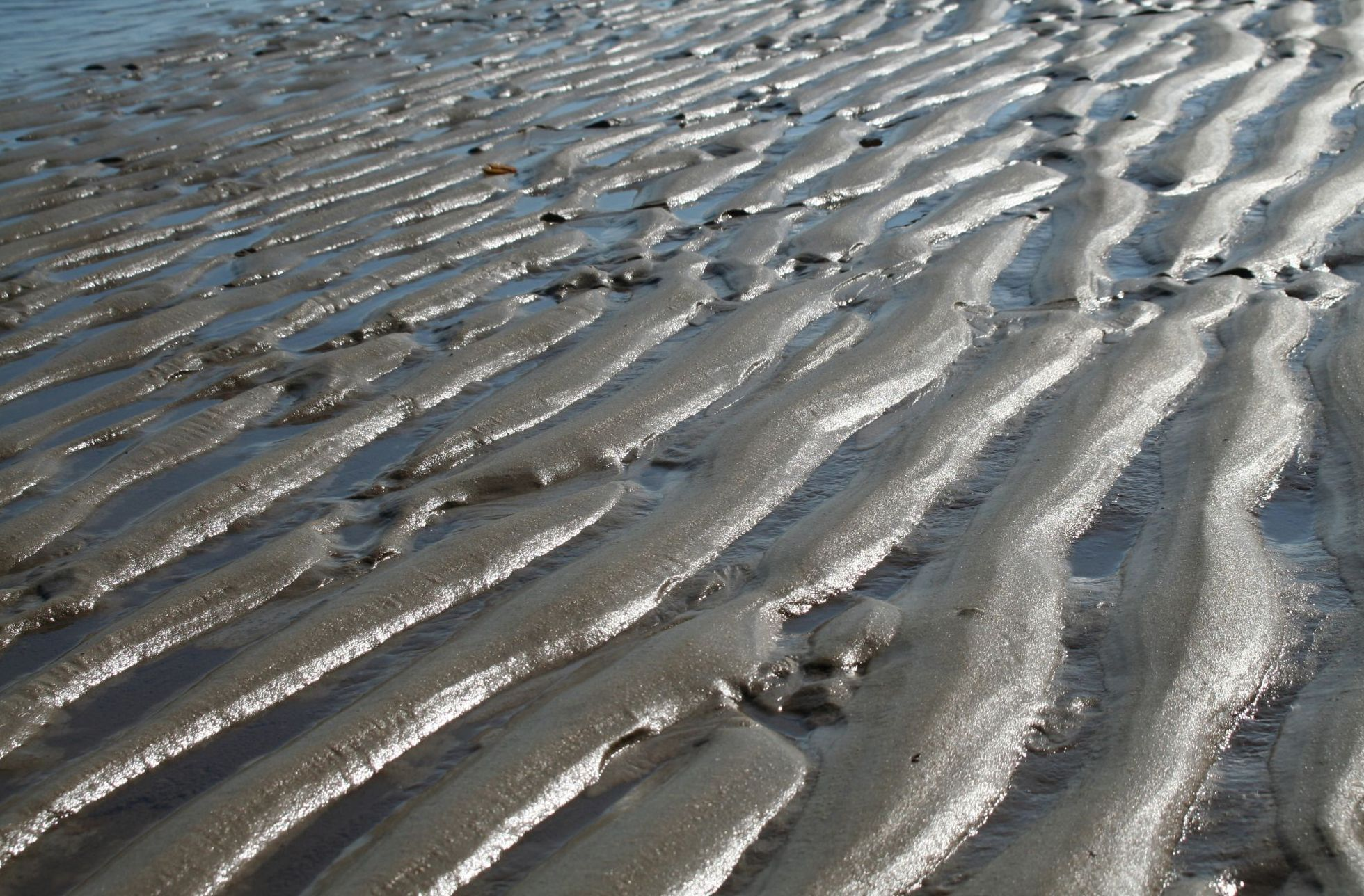
Rezente Rippelmarken am Strand von Borkum

Das Prinzip der Gleichförmigkeit der Prozesse besagt, dass die geologischen Vorgänge der Gegenwart sich nicht von denen der erdgeschichtlichen Vergangenheit unterscheiden. Diese Annahme bildet die theoretische Grundlage, um mithilfe vergleichender Ontologie von aktuellen geologischen Bildungsprozessen direkte Rückschlüsse auf solche in der Vergangenheit ziehen zu können. Finden sich beispielsweise in Sedimentgestein Strukturen, die denen in Sedimenten von heute gleichen (z. B. Rippelmarken), lässt sich daraus ableiten, dass sich die fossilen Strukturen im Gestein auf dieselbe Weise gebildet haben wie die rezenten im Sediment und es sich somit um dieselbe Art von Sedimentstruktur handelt.
Damit stellt der Aktualismus einen Sonderfall einer allgemeinen wissenschaftlichen Regel dar, des Einfachheitsprinzips. Es besagt, dass man keine zusätzlichen oder unbekannten Ursachen zur Erklärung eines Phänomens heranziehen soll, solange bekannte Ursachen dafür ausreichen. Das Gegenteil der aktualistischen Methode ist der Exzeptionalismus.
Noch allgemeiner gefasst ist das Axiom der Gleichförmigkeit der Gesetze. Hierbei nimmt man an, dass überall und zu jeder Zeit dieselben Naturgesetze herrschen und geherrscht haben. Wie jedes Axiom ist es prinzipiell nicht beweisbar, aber ohne diese Grundannahme wäre wissenschaftliches Arbeiten von vornherein unmöglich.
Der Aktualismus wurde als Hypothese mehrfach angefochten, zuletzt durch die Vertreter der Historizität. Dieser Begriff besagt, dass die Naturgesetze sich mit den Bedingungen in geologischen Zeiträumen geändert haben können. Wir würden also heute mit einem Maßstab messen, der sich zeitabhängig geändert hätte.
Die theoretische Physik geht hingegen von einer Permanenz und Konstanz der Naturgesetze aus. Die Veränderlichkeit von Anfangs- und Randbedingungen geologischer Prozesse im Verlauf der Erdgeschichte reicht demnach aus, um die in der geologischen Überlieferung auftretenden Phänomene, die kein gegenwärtiges Pendant haben, zu erklären.

## Von Hoffs Gegenmodell zum Katastrophismus
Von einigen Vorläufern abgesehen (Georg Christian Füchsel, Georges-Louis Leclerc de Buffon, James Hutton) wurde der Aktualismus wissenschaftlich, ausführlich erstmals von dem Gothaer Geologen Karl Ernst Adolf von Hoff (1771–1837) in seinem mehrbändigen Werk Geschichte der durch Überlieferung nachgewiesenen natürlichen Veränderungen der Erdoberfläche  (1822, 1824, 1834 und 1840) formuliert und mit vielen weltweit beobachteten Beispielen aus der Literatur und aus Berichten der bis 2000 Jahre zurück liegenden Erdgeschichte belegt und danach von Charles Lyell in seinem Hauptwerk Principles of Geology (1830) übernommen und weiterentwickelt. Allerdings vermengte Lyell diese methodologischen Ansätze, die selbst von seinen Gegnern nie bezweifelt wurden, in geschickter (aber unzulässiger) Weise mit seiner Theorie von der Gleichförmigkeit der Veränderungen (Gradualismus). Im Gegensatz zum damals noch herrschenden Erklärungsmodell des Katastrophismus begründeten v. Hoff und Lyell, dass es in der Erdgeschichte niemals zu Phasen erhöhter geologischer Aktivität gekommen sei, wie etwa verstärkter Vulkanismus, besondere Gebirgsbildungsphasen oder eine schubweise beschleunigte Entwicklung der Lebewesen. Dazu fehlte ihnen noch die Kenntnis vom wahren Zeitumfang der Erdgeschichte. Selbst umfassende Umwälzungen der Erde seien ausschließlich durch die langsame Summierung von unzähligen kleinen Ereignissen zu erklären, die sich nach und nach, im Laufe riesiger Zeiträume, akkumuliert hätten. Ebenso vertrat Lyell die Gleichförmigkeit der Zustände. Zum Beispiel widersprach er der damals (und heute) gängigen Ansicht, die Erde müsse aus einem einstmals glutflüssigen Zustand erstarrt sein, und behauptete ein immer gleichbleibendes Verhältnis zwischen kontinentaler Kruste und Ozeanbecken.
Auf Grund von Lyells rhetorischem Geschick und der Veröffentlichung in englischer Sprache wurden seine gradualistischen Ansichten rasch von breiten Kreisen übernommen und besonders Georges Cuviers katastrophistische Kataklysmentheorie wurde schon um 1850 fast vollständig zurückgedrängt. Von Hoffs Ideen wurde zwar von deutschen Geowissenschaftlern weiter entwickelt, gerieten aber später unberechtigt in Vergessenheit. Obwohl Charles Darwin in seiner Evolutionstheorie ebenfalls eine sehr langsame Entwicklung der Lebewesen in unmerklich kleinen Schritten annahm und damit ganz erheblich zur allgemeinen Akzeptanz des Gradualismus beitrug, kostete es Lyell große Mühe, Darwins Theorie zu akzeptieren. Seiner Meinung nach implizierte die Entstehung völlig neuer biologischer Arten eine viel zu große (weil unumkehrbare) Veränderung im Laufe der Erdgeschichte. Erst gegen Ende seines Lebens gab Lyell unter der erdrückenden Last der Belege nach und schloss sich Darwins Theorie an. Ebenso sah sich Lyell später gezwungen, die Eiszeittheorie von Louis Agassiz anzuerkennen. Dieser wandte bei seiner Erforschung der Gletscher zwar ebenfalls klare aktualistische Methoden an, blieb aber als Schüler Cuviers Anhänger einer Katastrophenlehre.
Ein weiterer früher Vertreter des Aktualismus war Constant Prévost.

## Grenzen des Aktualismus
Schon Karl Ernst Adolf von Hoff, erkannte bereits acht Jahre vor Lyells in seinem Werk Geschichte der durch Überlieferung nachgewiesenen natürlichen Veränderungen der Erdoberfläche (1822–1840), dass der Aktualismus als wissenschaftliche Methode zwar unumgänglich ist, dass er aber als Theorie gelegentlich an seine Grenzen stößt. Hoff war der Meinung, dass zuweilen besondere Hypothesen zur Erklärung früherer Vorgänge herangezogen werden dürften, jedoch nur, wenn die Beobachtungen gegenwärtiger Vorgänge und Kräfte dazu nicht ausreichten. Schließlich hatte man damals noch keine Vorstellungen vom zeitlichen Umfang der Erdgeschichte. Wegen des in englischer Sprache verfassten Lyell’schen Gradualismus gerieten solche Ansätze jedoch weitgehend in Vergessenheit.
Erst im Laufe der 1960er und 70er Jahre setzten sich verschiedene Autoren, wie Reijer Hooykaas, Stephen Jay Gould, Martin Rudwick und Roy Porter, wieder kritisch mit dem mehrdeutigen Gleichförmigkeitsbegriff auseinander, wobei sie besonders die Trennung der (axiomatischen) Methode von der (widerlegbaren) Theorie herausarbeiteten. Dies erleichterte in der Folge die „Renaissance“ von katastrophistischen Theorien über den Verlauf der Erdgeschichte, wie zum Beispiel die Deutung der weltweiten Iridium-Anomalie als Resultat eines Meteoriteneinschlags an der Grenze Kreide-Tertiär.
Ein Beispiel für die Grenzen der eigentlichen aktualistischen Methode liefert die Interpretation archaischer Tektonik. Hierfür ist es nötig, auf Laborexperimente zurückzugreifen, denn im Archaikum hatte sich das Gestein der Erdkruste noch nicht in die heute zu beobachtenden kontinentalen und ozeanischen Krusten getrennt, konnte sich somit auch noch nicht nach den Gesetzen der heute wirkenden Tektonik verhalten. Ebenso war der Sauerstoffgehalt in der archaischen Atmosphäre so gering, dass sich als Folge riesige Lagerstätten von Eisenmineralen formen konnten, die Bändereisenerze (engl. Banded Iron Formation), deren Bildung heute völlig ausgeschlossen wäre. Generell gilt, dass mit zunehmendem Abstand von der Gegenwart eine aktualistische Deutung geowissenschaftlicher Befunde immer unsicherer wird.